# 童軍布章

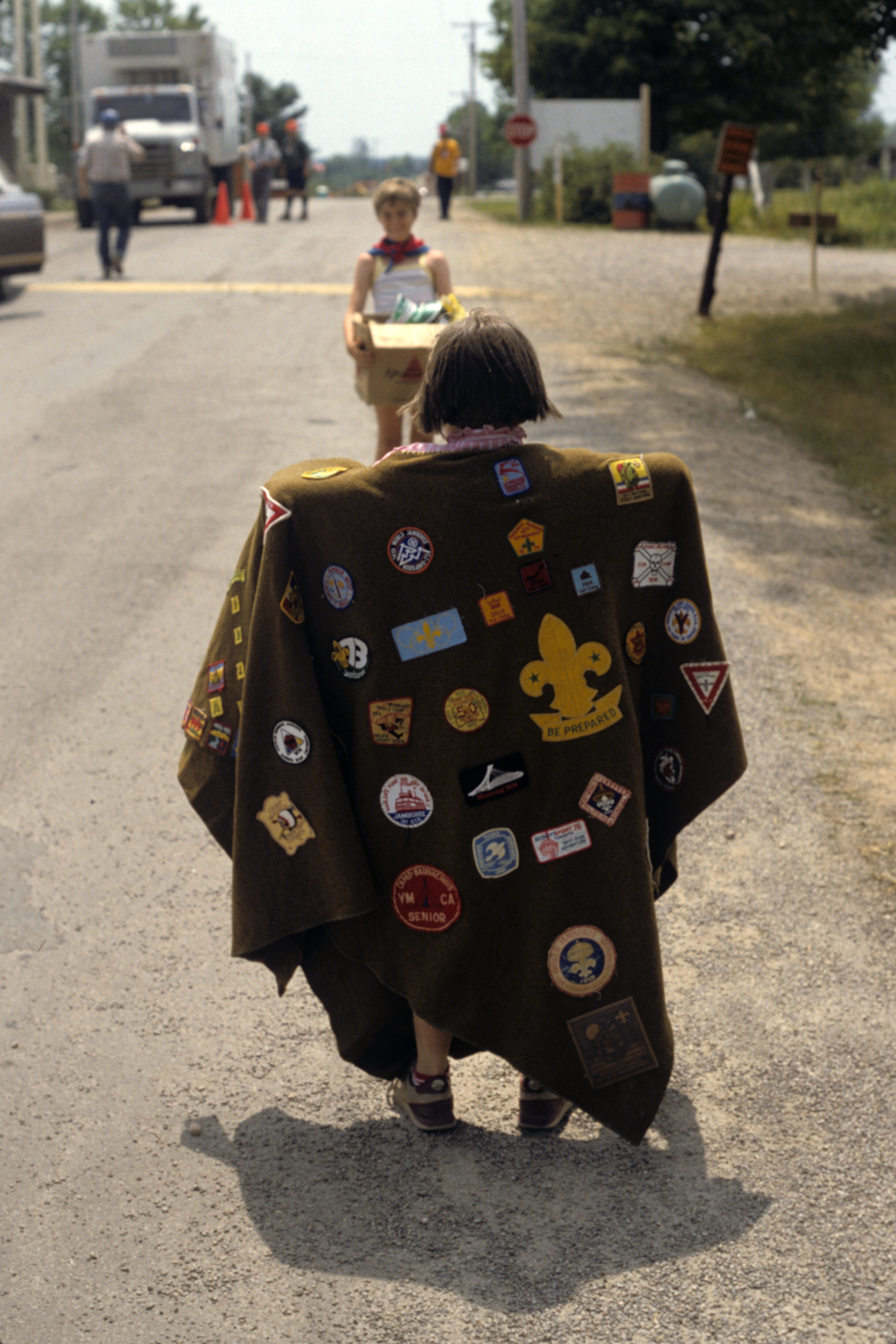
一位女孩制服上的布章

童軍布章（簡稱布章）是世界童軍活動成員用於制服上的徽章，主要是識別童軍的身分類型和授予榮譽之用。童軍布章有各式各樣的設計，不僅是在國家童軍組織有不同的布章，而且在各種不同的年齡階段也有各種設計。